# Matto di Boden
|   | a | b | c | d | e | f | g | h |   |
| 8 | c8 re del nero · e8 torre del nero · h8 torre del nero · a7 pedone del nero · b7 pedone del nero · c7 pedone del nero · g7 pedone del nero · h7 pedone del nero · c6 cavallo del nero · d5 alfiere del bianco · f5 alfiere del nero · f4 pedone del bianco · a3 alfiere del nero · c3 pedone del bianco · e3 alfiere del bianco · f3 donna del bianco · a2 pedone del bianco · d2 cavallo del bianco · f2 pedone del bianco · h2 pedone del bianco · c1 re del bianco · d1 torre del bianco · h1 torre del bianco | c8 re del nero · e8 torre del nero · h8 torre del nero · a7 pedone del nero · b7 pedone del nero · c7 pedone del nero · g7 pedone del nero · h7 pedone del nero · c6 cavallo del nero · d5 alfiere del bianco · f5 alfiere del nero · f4 pedone del bianco · a3 alfiere del nero · c3 pedone del bianco · e3 alfiere del bianco · f3 donna del bianco · a2 pedone del bianco · d2 cavallo del bianco · f2 pedone del bianco · h2 pedone del bianco · c1 re del bianco · d1 torre del bianco · h1 torre del bianco | c8 re del nero · e8 torre del nero · h8 torre del nero · a7 pedone del nero · b7 pedone del nero · c7 pedone del nero · g7 pedone del nero · h7 pedone del nero · c6 cavallo del nero · d5 alfiere del bianco · f5 alfiere del nero · f4 pedone del bianco · a3 alfiere del nero · c3 pedone del bianco · e3 alfiere del bianco · f3 donna del bianco · a2 pedone del bianco · d2 cavallo del bianco · f2 pedone del bianco · h2 pedone del bianco · c1 re del bianco · d1 torre del bianco · h1 torre del bianco | c8 re del nero · e8 torre del nero · h8 torre del nero · a7 pedone del nero · b7 pedone del nero · c7 pedone del nero · g7 pedone del nero · h7 pedone del nero · c6 cavallo del nero · d5 alfiere del bianco · f5 alfiere del nero · f4 pedone del bianco · a3 alfiere del nero · c3 pedone del bianco · e3 alfiere del bianco · f3 donna del bianco · a2 pedone del bianco · d2 cavallo del bianco · f2 pedone del bianco · h2 pedone del bianco · c1 re del bianco · d1 torre del bianco · h1 torre del bianco | c8 re del nero · e8 torre del nero · h8 torre del nero · a7 pedone del nero · b7 pedone del nero · c7 pedone del nero · g7 pedone del nero · h7 pedone del nero · c6 cavallo del nero · d5 alfiere del bianco · f5 alfiere del nero · f4 pedone del bianco · a3 alfiere del nero · c3 pedone del bianco · e3 alfiere del bianco · f3 donna del bianco · a2 pedone del bianco · d2 cavallo del bianco · f2 pedone del bianco · h2 pedone del bianco · c1 re del bianco · d1 torre del bianco · h1 torre del bianco | c8 re del nero · e8 torre del nero · h8 torre del nero · a7 pedone del nero · b7 pedone del nero · c7 pedone del nero · g7 pedone del nero · h7 pedone del nero · c6 cavallo del nero · d5 alfiere del bianco · f5 alfiere del nero · f4 pedone del bianco · a3 alfiere del nero · c3 pedone del bianco · e3 alfiere del bianco · f3 donna del bianco · a2 pedone del bianco · d2 cavallo del bianco · f2 pedone del bianco · h2 pedone del bianco · c1 re del bianco · d1 torre del bianco · h1 torre del bianco | c8 re del nero · e8 torre del nero · h8 torre del nero · a7 pedone del nero · b7 pedone del nero · c7 pedone del nero · g7 pedone del nero · h7 pedone del nero · c6 cavallo del nero · d5 alfiere del bianco · f5 alfiere del nero · f4 pedone del bianco · a3 alfiere del nero · c3 pedone del bianco · e3 alfiere del bianco · f3 donna del bianco · a2 pedone del bianco · d2 cavallo del bianco · f2 pedone del bianco · h2 pedone del bianco · c1 re del bianco · d1 torre del bianco · h1 torre del bianco | c8 re del nero · e8 torre del nero · h8 torre del nero · a7 pedone del nero · b7 pedone del nero · c7 pedone del nero · g7 pedone del nero · h7 pedone del nero · c6 cavallo del nero · d5 alfiere del bianco · f5 alfiere del nero · f4 pedone del bianco · a3 alfiere del nero · c3 pedone del bianco · e3 alfiere del bianco · f3 donna del bianco · a2 pedone del bianco · d2 cavallo del bianco · f2 pedone del bianco · h2 pedone del bianco · c1 re del bianco · d1 torre del bianco · h1 torre del bianco | 8 |
| 7 | c8 re del nero · e8 torre del nero · h8 torre del nero · a7 pedone del nero · b7 pedone del nero · c7 pedone del nero · g7 pedone del nero · h7 pedone del nero · c6 cavallo del nero · d5 alfiere del bianco · f5 alfiere del nero · f4 pedone del bianco · a3 alfiere del nero · c3 pedone del bianco · e3 alfiere del bianco · f3 donna del bianco · a2 pedone del bianco · d2 cavallo del bianco · f2 pedone del bianco · h2 pedone del bianco · c1 re del bianco · d1 torre del bianco · h1 torre del bianco | c8 re del nero · e8 torre del nero · h8 torre del nero · a7 pedone del nero · b7 pedone del nero · c7 pedone del nero · g7 pedone del nero · h7 pedone del nero · c6 cavallo del nero · d5 alfiere del bianco · f5 alfiere del nero · f4 pedone del bianco · a3 alfiere del nero · c3 pedone del bianco · e3 alfiere del bianco · f3 donna del bianco · a2 pedone del bianco · d2 cavallo del bianco · f2 pedone del bianco · h2 pedone del bianco · c1 re del bianco · d1 torre del bianco · h1 torre del bianco | c8 re del nero · e8 torre del nero · h8 torre del nero · a7 pedone del nero · b7 pedone del nero · c7 pedone del nero · g7 pedone del nero · h7 pedone del nero · c6 cavallo del nero · d5 alfiere del bianco · f5 alfiere del nero · f4 pedone del bianco · a3 alfiere del nero · c3 pedone del bianco · e3 alfiere del bianco · f3 donna del bianco · a2 pedone del bianco · d2 cavallo del bianco · f2 pedone del bianco · h2 pedone del bianco · c1 re del bianco · d1 torre del bianco · h1 torre del bianco | c8 re del nero · e8 torre del nero · h8 torre del nero · a7 pedone del nero · b7 pedone del nero · c7 pedone del nero · g7 pedone del nero · h7 pedone del nero · c6 cavallo del nero · d5 alfiere del bianco · f5 alfiere del nero · f4 pedone del bianco · a3 alfiere del nero · c3 pedone del bianco · e3 alfiere del bianco · f3 donna del bianco · a2 pedone del bianco · d2 cavallo del bianco · f2 pedone del bianco · h2 pedone del bianco · c1 re del bianco · d1 torre del bianco · h1 torre del bianco | c8 re del nero · e8 torre del nero · h8 torre del nero · a7 pedone del nero · b7 pedone del nero · c7 pedone del nero · g7 pedone del nero · h7 pedone del nero · c6 cavallo del nero · d5 alfiere del bianco · f5 alfiere del nero · f4 pedone del bianco · a3 alfiere del nero · c3 pedone del bianco · e3 alfiere del bianco · f3 donna del bianco · a2 pedone del bianco · d2 cavallo del bianco · f2 pedone del bianco · h2 pedone del bianco · c1 re del bianco · d1 torre del bianco · h1 torre del bianco | c8 re del nero · e8 torre del nero · h8 torre del nero · a7 pedone del nero · b7 pedone del nero · c7 pedone del nero · g7 pedone del nero · h7 pedone del nero · c6 cavallo del nero · d5 alfiere del bianco · f5 alfiere del nero · f4 pedone del bianco · a3 alfiere del nero · c3 pedone del bianco · e3 alfiere del bianco · f3 donna del bianco · a2 pedone del bianco · d2 cavallo del bianco · f2 pedone del bianco · h2 pedone del bianco · c1 re del bianco · d1 torre del bianco · h1 torre del bianco | c8 re del nero · e8 torre del nero · h8 torre del nero · a7 pedone del nero · b7 pedone del nero · c7 pedone del nero · g7 pedone del nero · h7 pedone del nero · c6 cavallo del nero · d5 alfiere del bianco · f5 alfiere del nero · f4 pedone del bianco · a3 alfiere del nero · c3 pedone del bianco · e3 alfiere del bianco · f3 donna del bianco · a2 pedone del bianco · d2 cavallo del bianco · f2 pedone del bianco · h2 pedone del bianco · c1 re del bianco · d1 torre del bianco · h1 torre del bianco | c8 re del nero · e8 torre del nero · h8 torre del nero · a7 pedone del nero · b7 pedone del nero · c7 pedone del nero · g7 pedone del nero · h7 pedone del nero · c6 cavallo del nero · d5 alfiere del bianco · f5 alfiere del nero · f4 pedone del bianco · a3 alfiere del nero · c3 pedone del bianco · e3 alfiere del bianco · f3 donna del bianco · a2 pedone del bianco · d2 cavallo del bianco · f2 pedone del bianco · h2 pedone del bianco · c1 re del bianco · d1 torre del bianco · h1 torre del bianco | 7 |
| 6 | c8 re del nero · e8 torre del nero · h8 torre del nero · a7 pedone del nero · b7 pedone del nero · c7 pedone del nero · g7 pedone del nero · h7 pedone del nero · c6 cavallo del nero · d5 alfiere del bianco · f5 alfiere del nero · f4 pedone del bianco · a3 alfiere del nero · c3 pedone del bianco · e3 alfiere del bianco · f3 donna del bianco · a2 pedone del bianco · d2 cavallo del bianco · f2 pedone del bianco · h2 pedone del bianco · c1 re del bianco · d1 torre del bianco · h1 torre del bianco | c8 re del nero · e8 torre del nero · h8 torre del nero · a7 pedone del nero · b7 pedone del nero · c7 pedone del nero · g7 pedone del nero · h7 pedone del nero · c6 cavallo del nero · d5 alfiere del bianco · f5 alfiere del nero · f4 pedone del bianco · a3 alfiere del nero · c3 pedone del bianco · e3 alfiere del bianco · f3 donna del bianco · a2 pedone del bianco · d2 cavallo del bianco · f2 pedone del bianco · h2 pedone del bianco · c1 re del bianco · d1 torre del bianco · h1 torre del bianco | c8 re del nero · e8 torre del nero · h8 torre del nero · a7 pedone del nero · b7 pedone del nero · c7 pedone del nero · g7 pedone del nero · h7 pedone del nero · c6 cavallo del nero · d5 alfiere del bianco · f5 alfiere del nero · f4 pedone del bianco · a3 alfiere del nero · c3 pedone del bianco · e3 alfiere del bianco · f3 donna del bianco · a2 pedone del bianco · d2 cavallo del bianco · f2 pedone del bianco · h2 pedone del bianco · c1 re del bianco · d1 torre del bianco · h1 torre del bianco | c8 re del nero · e8 torre del nero · h8 torre del nero · a7 pedone del nero · b7 pedone del nero · c7 pedone del nero · g7 pedone del nero · h7 pedone del nero · c6 cavallo del nero · d5 alfiere del bianco · f5 alfiere del nero · f4 pedone del bianco · a3 alfiere del nero · c3 pedone del bianco · e3 alfiere del bianco · f3 donna del bianco · a2 pedone del bianco · d2 cavallo del bianco · f2 pedone del bianco · h2 pedone del bianco · c1 re del bianco · d1 torre del bianco · h1 torre del bianco | c8 re del nero · e8 torre del nero · h8 torre del nero · a7 pedone del nero · b7 pedone del nero · c7 pedone del nero · g7 pedone del nero · h7 pedone del nero · c6 cavallo del nero · d5 alfiere del bianco · f5 alfiere del nero · f4 pedone del bianco · a3 alfiere del nero · c3 pedone del bianco · e3 alfiere del bianco · f3 donna del bianco · a2 pedone del bianco · d2 cavallo del bianco · f2 pedone del bianco · h2 pedone del bianco · c1 re del bianco · d1 torre del bianco · h1 torre del bianco | c8 re del nero · e8 torre del nero · h8 torre del nero · a7 pedone del nero · b7 pedone del nero · c7 pedone del nero · g7 pedone del nero · h7 pedone del nero · c6 cavallo del nero · d5 alfiere del bianco · f5 alfiere del nero · f4 pedone del bianco · a3 alfiere del nero · c3 pedone del bianco · e3 alfiere del bianco · f3 donna del bianco · a2 pedone del bianco · d2 cavallo del bianco · f2 pedone del bianco · h2 pedone del bianco · c1 re del bianco · d1 torre del bianco · h1 torre del bianco | c8 re del nero · e8 torre del nero · h8 torre del nero · a7 pedone del nero · b7 pedone del nero · c7 pedone del nero · g7 pedone del nero · h7 pedone del nero · c6 cavallo del nero · d5 alfiere del bianco · f5 alfiere del nero · f4 pedone del bianco · a3 alfiere del nero · c3 pedone del bianco · e3 alfiere del bianco · f3 donna del bianco · a2 pedone del bianco · d2 cavallo del bianco · f2 pedone del bianco · h2 pedone del bianco · c1 re del bianco · d1 torre del bianco · h1 torre del bianco | c8 re del nero · e8 torre del nero · h8 torre del nero · a7 pedone del nero · b7 pedone del nero · c7 pedone del nero · g7 pedone del nero · h7 pedone del nero · c6 cavallo del nero · d5 alfiere del bianco · f5 alfiere del nero · f4 pedone del bianco · a3 alfiere del nero · c3 pedone del bianco · e3 alfiere del bianco · f3 donna del bianco · a2 pedone del bianco · d2 cavallo del bianco · f2 pedone del bianco · h2 pedone del bianco · c1 re del bianco · d1 torre del bianco · h1 torre del bianco | 6 |
| 5 | c8 re del nero · e8 torre del nero · h8 torre del nero · a7 pedone del nero · b7 pedone del nero · c7 pedone del nero · g7 pedone del nero · h7 pedone del nero · c6 cavallo del nero · d5 alfiere del bianco · f5 alfiere del nero · f4 pedone del bianco · a3 alfiere del nero · c3 pedone del bianco · e3 alfiere del bianco · f3 donna del bianco · a2 pedone del bianco · d2 cavallo del bianco · f2 pedone del bianco · h2 pedone del bianco · c1 re del bianco · d1 torre del bianco · h1 torre del bianco | c8 re del nero · e8 torre del nero · h8 torre del nero · a7 pedone del nero · b7 pedone del nero · c7 pedone del nero · g7 pedone del nero · h7 pedone del nero · c6 cavallo del nero · d5 alfiere del bianco · f5 alfiere del nero · f4 pedone del bianco · a3 alfiere del nero · c3 pedone del bianco · e3 alfiere del bianco · f3 donna del bianco · a2 pedone del bianco · d2 cavallo del bianco · f2 pedone del bianco · h2 pedone del bianco · c1 re del bianco · d1 torre del bianco · h1 torre del bianco | c8 re del nero · e8 torre del nero · h8 torre del nero · a7 pedone del nero · b7 pedone del nero · c7 pedone del nero · g7 pedone del nero · h7 pedone del nero · c6 cavallo del nero · d5 alfiere del bianco · f5 alfiere del nero · f4 pedone del bianco · a3 alfiere del nero · c3 pedone del bianco · e3 alfiere del bianco · f3 donna del bianco · a2 pedone del bianco · d2 cavallo del bianco · f2 pedone del bianco · h2 pedone del bianco · c1 re del bianco · d1 torre del bianco · h1 torre del bianco | c8 re del nero · e8 torre del nero · h8 torre del nero · a7 pedone del nero · b7 pedone del nero · c7 pedone del nero · g7 pedone del nero · h7 pedone del nero · c6 cavallo del nero · d5 alfiere del bianco · f5 alfiere del nero · f4 pedone del bianco · a3 alfiere del nero · c3 pedone del bianco · e3 alfiere del bianco · f3 donna del bianco · a2 pedone del bianco · d2 cavallo del bianco · f2 pedone del bianco · h2 pedone del bianco · c1 re del bianco · d1 torre del bianco · h1 torre del bianco | c8 re del nero · e8 torre del nero · h8 torre del nero · a7 pedone del nero · b7 pedone del nero · c7 pedone del nero · g7 pedone del nero · h7 pedone del nero · c6 cavallo del nero · d5 alfiere del bianco · f5 alfiere del nero · f4 pedone del bianco · a3 alfiere del nero · c3 pedone del bianco · e3 alfiere del bianco · f3 donna del bianco · a2 pedone del bianco · d2 cavallo del bianco · f2 pedone del bianco · h2 pedone del bianco · c1 re del bianco · d1 torre del bianco · h1 torre del bianco | c8 re del nero · e8 torre del nero · h8 torre del nero · a7 pedone del nero · b7 pedone del nero · c7 pedone del nero · g7 pedone del nero · h7 pedone del nero · c6 cavallo del nero · d5 alfiere del bianco · f5 alfiere del nero · f4 pedone del bianco · a3 alfiere del nero · c3 pedone del bianco · e3 alfiere del bianco · f3 donna del bianco · a2 pedone del bianco · d2 cavallo del bianco · f2 pedone del bianco · h2 pedone del bianco · c1 re del bianco · d1 torre del bianco · h1 torre del bianco | c8 re del nero · e8 torre del nero · h8 torre del nero · a7 pedone del nero · b7 pedone del nero · c7 pedone del nero · g7 pedone del nero · h7 pedone del nero · c6 cavallo del nero · d5 alfiere del bianco · f5 alfiere del nero · f4 pedone del bianco · a3 alfiere del nero · c3 pedone del bianco · e3 alfiere del bianco · f3 donna del bianco · a2 pedone del bianco · d2 cavallo del bianco · f2 pedone del bianco · h2 pedone del bianco · c1 re del bianco · d1 torre del bianco · h1 torre del bianco | c8 re del nero · e8 torre del nero · h8 torre del nero · a7 pedone del nero · b7 pedone del nero · c7 pedone del nero · g7 pedone del nero · h7 pedone del nero · c6 cavallo del nero · d5 alfiere del bianco · f5 alfiere del nero · f4 pedone del bianco · a3 alfiere del nero · c3 pedone del bianco · e3 alfiere del bianco · f3 donna del bianco · a2 pedone del bianco · d2 cavallo del bianco · f2 pedone del bianco · h2 pedone del bianco · c1 re del bianco · d1 torre del bianco · h1 torre del bianco | 5 |
| 4 | c8 re del nero · e8 torre del nero · h8 torre del nero · a7 pedone del nero · b7 pedone del nero · c7 pedone del nero · g7 pedone del nero · h7 pedone del nero · c6 cavallo del nero · d5 alfiere del bianco · f5 alfiere del nero · f4 pedone del bianco · a3 alfiere del nero · c3 pedone del bianco · e3 alfiere del bianco · f3 donna del bianco · a2 pedone del bianco · d2 cavallo del bianco · f2 pedone del bianco · h2 pedone del bianco · c1 re del bianco · d1 torre del bianco · h1 torre del bianco | c8 re del nero · e8 torre del nero · h8 torre del nero · a7 pedone del nero · b7 pedone del nero · c7 pedone del nero · g7 pedone del nero · h7 pedone del nero · c6 cavallo del nero · d5 alfiere del bianco · f5 alfiere del nero · f4 pedone del bianco · a3 alfiere del nero · c3 pedone del bianco · e3 alfiere del bianco · f3 donna del bianco · a2 pedone del bianco · d2 cavallo del bianco · f2 pedone del bianco · h2 pedone del bianco · c1 re del bianco · d1 torre del bianco · h1 torre del bianco | c8 re del nero · e8 torre del nero · h8 torre del nero · a7 pedone del nero · b7 pedone del nero · c7 pedone del nero · g7 pedone del nero · h7 pedone del nero · c6 cavallo del nero · d5 alfiere del bianco · f5 alfiere del nero · f4 pedone del bianco · a3 alfiere del nero · c3 pedone del bianco · e3 alfiere del bianco · f3 donna del bianco · a2 pedone del bianco · d2 cavallo del bianco · f2 pedone del bianco · h2 pedone del bianco · c1 re del bianco · d1 torre del bianco · h1 torre del bianco | c8 re del nero · e8 torre del nero · h8 torre del nero · a7 pedone del nero · b7 pedone del nero · c7 pedone del nero · g7 pedone del nero · h7 pedone del nero · c6 cavallo del nero · d5 alfiere del bianco · f5 alfiere del nero · f4 pedone del bianco · a3 alfiere del nero · c3 pedone del bianco · e3 alfiere del bianco · f3 donna del bianco · a2 pedone del bianco · d2 cavallo del bianco · f2 pedone del bianco · h2 pedone del bianco · c1 re del bianco · d1 torre del bianco · h1 torre del bianco | c8 re del nero · e8 torre del nero · h8 torre del nero · a7 pedone del nero · b7 pedone del nero · c7 pedone del nero · g7 pedone del nero · h7 pedone del nero · c6 cavallo del nero · d5 alfiere del bianco · f5 alfiere del nero · f4 pedone del bianco · a3 alfiere del nero · c3 pedone del bianco · e3 alfiere del bianco · f3 donna del bianco · a2 pedone del bianco · d2 cavallo del bianco · f2 pedone del bianco · h2 pedone del bianco · c1 re del bianco · d1 torre del bianco · h1 torre del bianco | c8 re del nero · e8 torre del nero · h8 torre del nero · a7 pedone del nero · b7 pedone del nero · c7 pedone del nero · g7 pedone del nero · h7 pedone del nero · c6 cavallo del nero · d5 alfiere del bianco · f5 alfiere del nero · f4 pedone del bianco · a3 alfiere del nero · c3 pedone del bianco · e3 alfiere del bianco · f3 donna del bianco · a2 pedone del bianco · d2 cavallo del bianco · f2 pedone del bianco · h2 pedone del bianco · c1 re del bianco · d1 torre del bianco · h1 torre del bianco | c8 re del nero · e8 torre del nero · h8 torre del nero · a7 pedone del nero · b7 pedone del nero · c7 pedone del nero · g7 pedone del nero · h7 pedone del nero · c6 cavallo del nero · d5 alfiere del bianco · f5 alfiere del nero · f4 pedone del bianco · a3 alfiere del nero · c3 pedone del bianco · e3 alfiere del bianco · f3 donna del bianco · a2 pedone del bianco · d2 cavallo del bianco · f2 pedone del bianco · h2 pedone del bianco · c1 re del bianco · d1 torre del bianco · h1 torre del bianco | c8 re del nero · e8 torre del nero · h8 torre del nero · a7 pedone del nero · b7 pedone del nero · c7 pedone del nero · g7 pedone del nero · h7 pedone del nero · c6 cavallo del nero · d5 alfiere del bianco · f5 alfiere del nero · f4 pedone del bianco · a3 alfiere del nero · c3 pedone del bianco · e3 alfiere del bianco · f3 donna del bianco · a2 pedone del bianco · d2 cavallo del bianco · f2 pedone del bianco · h2 pedone del bianco · c1 re del bianco · d1 torre del bianco · h1 torre del bianco | 4 |
| 3 | c8 re del nero · e8 torre del nero · h8 torre del nero · a7 pedone del nero · b7 pedone del nero · c7 pedone del nero · g7 pedone del nero · h7 pedone del nero · c6 cavallo del nero · d5 alfiere del bianco · f5 alfiere del nero · f4 pedone del bianco · a3 alfiere del nero · c3 pedone del bianco · e3 alfiere del bianco · f3 donna del bianco · a2 pedone del bianco · d2 cavallo del bianco · f2 pedone del bianco · h2 pedone del bianco · c1 re del bianco · d1 torre del bianco · h1 torre del bianco | c8 re del nero · e8 torre del nero · h8 torre del nero · a7 pedone del nero · b7 pedone del nero · c7 pedone del nero · g7 pedone del nero · h7 pedone del nero · c6 cavallo del nero · d5 alfiere del bianco · f5 alfiere del nero · f4 pedone del bianco · a3 alfiere del nero · c3 pedone del bianco · e3 alfiere del bianco · f3 donna del bianco · a2 pedone del bianco · d2 cavallo del bianco · f2 pedone del bianco · h2 pedone del bianco · c1 re del bianco · d1 torre del bianco · h1 torre del bianco | c8 re del nero · e8 torre del nero · h8 torre del nero · a7 pedone del nero · b7 pedone del nero · c7 pedone del nero · g7 pedone del nero · h7 pedone del nero · c6 cavallo del nero · d5 alfiere del bianco · f5 alfiere del nero · f4 pedone del bianco · a3 alfiere del nero · c3 pedone del bianco · e3 alfiere del bianco · f3 donna del bianco · a2 pedone del bianco · d2 cavallo del bianco · f2 pedone del bianco · h2 pedone del bianco · c1 re del bianco · d1 torre del bianco · h1 torre del bianco | c8 re del nero · e8 torre del nero · h8 torre del nero · a7 pedone del nero · b7 pedone del nero · c7 pedone del nero · g7 pedone del nero · h7 pedone del nero · c6 cavallo del nero · d5 alfiere del bianco · f5 alfiere del nero · f4 pedone del bianco · a3 alfiere del nero · c3 pedone del bianco · e3 alfiere del bianco · f3 donna del bianco · a2 pedone del bianco · d2 cavallo del bianco · f2 pedone del bianco · h2 pedone del bianco · c1 re del bianco · d1 torre del bianco · h1 torre del bianco | c8 re del nero · e8 torre del nero · h8 torre del nero · a7 pedone del nero · b7 pedone del nero · c7 pedone del nero · g7 pedone del nero · h7 pedone del nero · c6 cavallo del nero · d5 alfiere del bianco · f5 alfiere del nero · f4 pedone del bianco · a3 alfiere del nero · c3 pedone del bianco · e3 alfiere del bianco · f3 donna del bianco · a2 pedone del bianco · d2 cavallo del bianco · f2 pedone del bianco · h2 pedone del bianco · c1 re del bianco · d1 torre del bianco · h1 torre del bianco | c8 re del nero · e8 torre del nero · h8 torre del nero · a7 pedone del nero · b7 pedone del nero · c7 pedone del nero · g7 pedone del nero · h7 pedone del nero · c6 cavallo del nero · d5 alfiere del bianco · f5 alfiere del nero · f4 pedone del bianco · a3 alfiere del nero · c3 pedone del bianco · e3 alfiere del bianco · f3 donna del bianco · a2 pedone del bianco · d2 cavallo del bianco · f2 pedone del bianco · h2 pedone del bianco · c1 re del bianco · d1 torre del bianco · h1 torre del bianco | c8 re del nero · e8 torre del nero · h8 torre del nero · a7 pedone del nero · b7 pedone del nero · c7 pedone del nero · g7 pedone del nero · h7 pedone del nero · c6 cavallo del nero · d5 alfiere del bianco · f5 alfiere del nero · f4 pedone del bianco · a3 alfiere del nero · c3 pedone del bianco · e3 alfiere del bianco · f3 donna del bianco · a2 pedone del bianco · d2 cavallo del bianco · f2 pedone del bianco · h2 pedone del bianco · c1 re del bianco · d1 torre del bianco · h1 torre del bianco | c8 re del nero · e8 torre del nero · h8 torre del nero · a7 pedone del nero · b7 pedone del nero · c7 pedone del nero · g7 pedone del nero · h7 pedone del nero · c6 cavallo del nero · d5 alfiere del bianco · f5 alfiere del nero · f4 pedone del bianco · a3 alfiere del nero · c3 pedone del bianco · e3 alfiere del bianco · f3 donna del bianco · a2 pedone del bianco · d2 cavallo del bianco · f2 pedone del bianco · h2 pedone del bianco · c1 re del bianco · d1 torre del bianco · h1 torre del bianco | 3 |
| 2 | c8 re del nero · e8 torre del nero · h8 torre del nero · a7 pedone del nero · b7 pedone del nero · c7 pedone del nero · g7 pedone del nero · h7 pedone del nero · c6 cavallo del nero · d5 alfiere del bianco · f5 alfiere del nero · f4 pedone del bianco · a3 alfiere del nero · c3 pedone del bianco · e3 alfiere del bianco · f3 donna del bianco · a2 pedone del bianco · d2 cavallo del bianco · f2 pedone del bianco · h2 pedone del bianco · c1 re del bianco · d1 torre del bianco · h1 torre del bianco | c8 re del nero · e8 torre del nero · h8 torre del nero · a7 pedone del nero · b7 pedone del nero · c7 pedone del nero · g7 pedone del nero · h7 pedone del nero · c6 cavallo del nero · d5 alfiere del bianco · f5 alfiere del nero · f4 pedone del bianco · a3 alfiere del nero · c3 pedone del bianco · e3 alfiere del bianco · f3 donna del bianco · a2 pedone del bianco · d2 cavallo del bianco · f2 pedone del bianco · h2 pedone del bianco · c1 re del bianco · d1 torre del bianco · h1 torre del bianco | c8 re del nero · e8 torre del nero · h8 torre del nero · a7 pedone del nero · b7 pedone del nero · c7 pedone del nero · g7 pedone del nero · h7 pedone del nero · c6 cavallo del nero · d5 alfiere del bianco · f5 alfiere del nero · f4 pedone del bianco · a3 alfiere del nero · c3 pedone del bianco · e3 alfiere del bianco · f3 donna del bianco · a2 pedone del bianco · d2 cavallo del bianco · f2 pedone del bianco · h2 pedone del bianco · c1 re del bianco · d1 torre del bianco · h1 torre del bianco | c8 re del nero · e8 torre del nero · h8 torre del nero · a7 pedone del nero · b7 pedone del nero · c7 pedone del nero · g7 pedone del nero · h7 pedone del nero · c6 cavallo del nero · d5 alfiere del bianco · f5 alfiere del nero · f4 pedone del bianco · a3 alfiere del nero · c3 pedone del bianco · e3 alfiere del bianco · f3 donna del bianco · a2 pedone del bianco · d2 cavallo del bianco · f2 pedone del bianco · h2 pedone del bianco · c1 re del bianco · d1 torre del bianco · h1 torre del bianco | c8 re del nero · e8 torre del nero · h8 torre del nero · a7 pedone del nero · b7 pedone del nero · c7 pedone del nero · g7 pedone del nero · h7 pedone del nero · c6 cavallo del nero · d5 alfiere del bianco · f5 alfiere del nero · f4 pedone del bianco · a3 alfiere del nero · c3 pedone del bianco · e3 alfiere del bianco · f3 donna del bianco · a2 pedone del bianco · d2 cavallo del bianco · f2 pedone del bianco · h2 pedone del bianco · c1 re del bianco · d1 torre del bianco · h1 torre del bianco | c8 re del nero · e8 torre del nero · h8 torre del nero · a7 pedone del nero · b7 pedone del nero · c7 pedone del nero · g7 pedone del nero · h7 pedone del nero · c6 cavallo del nero · d5 alfiere del bianco · f5 alfiere del nero · f4 pedone del bianco · a3 alfiere del nero · c3 pedone del bianco · e3 alfiere del bianco · f3 donna del bianco · a2 pedone del bianco · d2 cavallo del bianco · f2 pedone del bianco · h2 pedone del bianco · c1 re del bianco · d1 torre del bianco · h1 torre del bianco | c8 re del nero · e8 torre del nero · h8 torre del nero · a7 pedone del nero · b7 pedone del nero · c7 pedone del nero · g7 pedone del nero · h7 pedone del nero · c6 cavallo del nero · d5 alfiere del bianco · f5 alfiere del nero · f4 pedone del bianco · a3 alfiere del nero · c3 pedone del bianco · e3 alfiere del bianco · f3 donna del bianco · a2 pedone del bianco · d2 cavallo del bianco · f2 pedone del bianco · h2 pedone del bianco · c1 re del bianco · d1 torre del bianco · h1 torre del bianco | c8 re del nero · e8 torre del nero · h8 torre del nero · a7 pedone del nero · b7 pedone del nero · c7 pedone del nero · g7 pedone del nero · h7 pedone del nero · c6 cavallo del nero · d5 alfiere del bianco · f5 alfiere del nero · f4 pedone del bianco · a3 alfiere del nero · c3 pedone del bianco · e3 alfiere del bianco · f3 donna del bianco · a2 pedone del bianco · d2 cavallo del bianco · f2 pedone del bianco · h2 pedone del bianco · c1 re del bianco · d1 torre del bianco · h1 torre del bianco | 2 |
| 1 | c8 re del nero · e8 torre del nero · h8 torre del nero · a7 pedone del nero · b7 pedone del nero · c7 pedone del nero · g7 pedone del nero · h7 pedone del nero · c6 cavallo del nero · d5 alfiere del bianco · f5 alfiere del nero · f4 pedone del bianco · a3 alfiere del nero · c3 pedone del bianco · e3 alfiere del bianco · f3 donna del bianco · a2 pedone del bianco · d2 cavallo del bianco · f2 pedone del bianco · h2 pedone del bianco · c1 re del bianco · d1 torre del bianco · h1 torre del bianco | c8 re del nero · e8 torre del nero · h8 torre del nero · a7 pedone del nero · b7 pedone del nero · c7 pedone del nero · g7 pedone del nero · h7 pedone del nero · c6 cavallo del nero · d5 alfiere del bianco · f5 alfiere del nero · f4 pedone del bianco · a3 alfiere del nero · c3 pedone del bianco · e3 alfiere del bianco · f3 donna del bianco · a2 pedone del bianco · d2 cavallo del bianco · f2 pedone del bianco · h2 pedone del bianco · c1 re del bianco · d1 torre del bianco · h1 torre del bianco | c8 re del nero · e8 torre del nero · h8 torre del nero · a7 pedone del nero · b7 pedone del nero · c7 pedone del nero · g7 pedone del nero · h7 pedone del nero · c6 cavallo del nero · d5 alfiere del bianco · f5 alfiere del nero · f4 pedone del bianco · a3 alfiere del nero · c3 pedone del bianco · e3 alfiere del bianco · f3 donna del bianco · a2 pedone del bianco · d2 cavallo del bianco · f2 pedone del bianco · h2 pedone del bianco · c1 re del bianco · d1 torre del bianco · h1 torre del bianco | c8 re del nero · e8 torre del nero · h8 torre del nero · a7 pedone del nero · b7 pedone del nero · c7 pedone del nero · g7 pedone del nero · h7 pedone del nero · c6 cavallo del nero · d5 alfiere del bianco · f5 alfiere del nero · f4 pedone del bianco · a3 alfiere del nero · c3 pedone del bianco · e3 alfiere del bianco · f3 donna del bianco · a2 pedone del bianco · d2 cavallo del bianco · f2 pedone del bianco · h2 pedone del bianco · c1 re del bianco · d1 torre del bianco · h1 torre del bianco | c8 re del nero · e8 torre del nero · h8 torre del nero · a7 pedone del nero · b7 pedone del nero · c7 pedone del nero · g7 pedone del nero · h7 pedone del nero · c6 cavallo del nero · d5 alfiere del bianco · f5 alfiere del nero · f4 pedone del bianco · a3 alfiere del nero · c3 pedone del bianco · e3 alfiere del bianco · f3 donna del bianco · a2 pedone del bianco · d2 cavallo del bianco · f2 pedone del bianco · h2 pedone del bianco · c1 re del bianco · d1 torre del bianco · h1 torre del bianco | c8 re del nero · e8 torre del nero · h8 torre del nero · a7 pedone del nero · b7 pedone del nero · c7 pedone del nero · g7 pedone del nero · h7 pedone del nero · c6 cavallo del nero · d5 alfiere del bianco · f5 alfiere del nero · f4 pedone del bianco · a3 alfiere del nero · c3 pedone del bianco · e3 alfiere del bianco · f3 donna del bianco · a2 pedone del bianco · d2 cavallo del bianco · f2 pedone del bianco · h2 pedone del bianco · c1 re del bianco · d1 torre del bianco · h1 torre del bianco | c8 re del nero · e8 torre del nero · h8 torre del nero · a7 pedone del nero · b7 pedone del nero · c7 pedone del nero · g7 pedone del nero · h7 pedone del nero · c6 cavallo del nero · d5 alfiere del bianco · f5 alfiere del nero · f4 pedone del bianco · a3 alfiere del nero · c3 pedone del bianco · e3 alfiere del bianco · f3 donna del bianco · a2 pedone del bianco · d2 cavallo del bianco · f2 pedone del bianco · h2 pedone del bianco · c1 re del bianco · d1 torre del bianco · h1 torre del bianco | c8 re del nero · e8 torre del nero · h8 torre del nero · a7 pedone del nero · b7 pedone del nero · c7 pedone del nero · g7 pedone del nero · h7 pedone del nero · c6 cavallo del nero · d5 alfiere del bianco · f5 alfiere del nero · f4 pedone del bianco · a3 alfiere del nero · c3 pedone del bianco · e3 alfiere del bianco · f3 donna del bianco · a2 pedone del bianco · d2 cavallo del bianco · f2 pedone del bianco · h2 pedone del bianco · c1 re del bianco · d1 torre del bianco · h1 torre del bianco | 1 |
|   | a | b | c | d | e | f | g | h |   |

Il Matto di Boden è un tipico schema di scacco matto nel gioco degli scacchi.
Prende il nome da Samuel Boden, che con esso vinse la partita Schulder-Boden, Londra, 1853. Nella partita, il Nero (Boden) gioca la Difesa Philidor. Le mosse di quella partita (in notazione algebrica) furono 1.e4 e5 2.Cf3 d6 3.c3 f5 4.Ac4 Cf6 5.d4 fxe4 6.dxe5 exf3 7.exf6 Dxf6 8.gxf3 Cc6 9.f4 Ad7 10.Ae3 O-O-O 11.Cd2 Te8 12.Df3 Af5 13.O-O-O? (13.Ad5 è meglio) 13...d5! 14.Axd5?? (consentendo un matto forzato; è molto meglio 14.Tde1) 14...Dxc3+ 15.bxc3 Aa3#, dando la posizione finale di matto mostrata nel diagramma: il re è mattato dal tiro incrociato dei due alfieri e bloccato da due pezzi del proprio schieramento.
Lo stesso schema è capitato in diverse altre partite, solitamente, come in questo caso, dopo che il re perdente ha arroccato sul lato di Donna (per es. nella partita Canal – N.N., chiamata "immortale peruviana", giocata in una simultanea del 1934).